# Stiller (Familienname)
Stiller ist ein deutscher Familienname.

## Namensträger
- Al Stiller (1923–2004), US-amerikanischer Radrennfahrer
- Alfred Stiller (Alfred Stiler; 1883–1954), deutscher Maler, Bühnenbildner und Illustrator
- Aline Stiller (* 1994), deutsche Basketballspielerin
- Alphons Stiller, Protagonist der Filmdokumentation Lebens-Geschichte des Bergarbeiters Alphons S. (1978)
- Amy Stiller (* 1961), US-amerikanische Schauspielerin
- Angelo Stiller (* 2001), deutscher Fußballspieler
- Ben Stiller (* 1965), US-amerikanischer Schauspieler
- Birgit Stiller, deutsche Experimentalphysikerin und Hochschullehrerin
- Carl Christoph Stiller (1763–1836), deutscher Buchhändler und Verleger
- Edgar Stiller (* 1904), österreichischer Polizist und SS-Offizier
- Ernst Stiller (1844–1907), deutscher Politiker, MdR
- Franz Georg Stiller (1920–1975), deutscher Politiker (FDP), MdL Bayern
- Georg Stiller (1907–1992), deutscher Politiker (CSU)
- Günter Stiller (Journalist) (1931–2011), deutscher Journalist
- Günter Stiller (* 1936), deutscher Fußballspieler
- Günther Stiller (1927–2018), deutscher Illustrator und Buchgestalter
- Hans-Jörg Stiller (1957–2025), deutscher Fußballspieler
- Heinrich Theodor von Stiller (1765–1828), deutscher Theologe
- Heinz Stiller (1932–2012), deutscher Geophysiker
- Helga Stiller (* 1941), deutsche Politikerin (CDU), MdL Niedersachsen
- Herbert Stiller (1923–1985), deutscher Arzt, Psychiater Autor
- Hermann Stiller (1850–1931), deutscher Architekt
- Iris Stiller, Geburtsname von Iris Ripsam (1959–2024), deutsche Politikerin (CDU)
- Jerry Stiller (1927–2020), US-amerikanischer Schauspieler
- Joseph Stiller (1731–1771), deutscher Stuckateur und Bauhandwerker
- Klaus Stiller (1941–2024), deutscher Schriftsteller
- Kurt Stiller (1881–1964), deutscher Ingenieur
- Ludwig Stiller (1872–??), deutscher Maler
- Manfred Stiller (1930–2010), deutscher Bauingenieur
- Martina Mattick-Stiller (* 1967), deutsche Fernsehjournalistin
- Mauritz Stiller (1883–1928), russisch-schwedischer Filmregisseur und Drehbuchautor
- Michael Stiller (Stuckateur) (um 1690–1758/1759), deutscher Stuckateur und Bauhandwerker
- Michael Stiller (Journalist) (1945–2016), deutscher Journalist
- Niklas Stiller (* 1947), deutscher Schriftsteller
- Patrick Stiller (* 1969), deutscher Fernsehpolizist
- Philipp Stiller (* 1990), deutsch-polnischer Fußballspieler
- Rainer Stiller (Fußballspieler) (* 1944), deutscher Fußballspieler
- Rainer Stiller (Journalist) (1953–2014), deutscher Journalist
- Stefan Stiller (* 1966), deutscher Koch
- Thomas Stiller (* 1961), deutscher Filmregisseur, Drehbuchautor und Schauspieler
- Veit Stiller (* 1952), deutscher Schauspieler und Autor
- Werner Stiller (1947–2016), deutscher Agent, Oberleutnant des MfS, Überläufer
- Werner Stiller (Fußballspieler) (1922–2005), deutscher Fußballtorwart